# St. Louis Stars 1974
Questa pagina raccoglie i dati riguardanti i St. Louis Stars nelle competizioni ufficiali della stagione 1974.

## Stagione
La squadra venne affidata all'inglese John Sewell, che rivestiva il duplice ruolo di allenatore-giocatore, e che era tra l'altro l'unico straniero di una rosa interamente formata da giocatori statunitensi, provenienti soprattutto dal Missouri, in contrasto con le altre franchigie della NASL. Gli Stars in questa stagione non riuscirono a superare la fase a gironi.
Capocannoniere delle squadra fu Dennis Vaninger con sei reti.

## Organigramma societario
Area direttiva
- General Manager: John E. Galmiche III

Area tecnica
- Allenatore: John Sewell
- Trainer: Bud Buddel
- Trainer: Steve Middleman

## Rosa
| N. |                        | Ruolo | Calciatore             |
| -- | ---------------------- | ----- | ---------------------- |
| 1  | Stati Uniti (bandiera) | P     | Mike Winter            |
| 2  | Inghilterra (bandiera) | D     | John Sewell            |
| 3  | Stati Uniti (bandiera) | D     | Bob Matteson           |
| 4  | Stati Uniti (bandiera) | D     | Steve Frank            |
| 5  | Stati Uniti (bandiera) | C     | Bob O'Leary            |
| 6  | Stati Uniti (bandiera) | D     | John Garland           |
| 7  | Stati Uniti (bandiera) | A     | Larry Hausmann         |
| 8  | Stati Uniti (bandiera) | C     | Pat McBride (capitano) |
| 9  | Stati Uniti (bandiera) | A     | Dennis Vaninger        |
| 10 | Stati Uniti (bandiera) | A     | Mike Seerey            |

| N. |                        | Ruolo | Calciatore    |
| -- | ---------------------- | ----- | ------------- |
| 11 | Stati Uniti (bandiera) | D     | John Carenza  |
| 12 | Stati Uniti (bandiera) | C     | Al Trost      |
| 14 | Stati Uniti (bandiera) | D     | Tom Howe      |
| 15 | Stati Uniti (bandiera) | A     | Jim Bokern    |
| 16 | Stati Uniti (bandiera) | D     | Gary Rensing  |
| 18 | Stati Uniti (bandiera) | A     | Denny Hadican |
| 18 | Stati Uniti (bandiera) | A     | John Pisani   |
| 20 | Stati Uniti (bandiera) | A     | Gene Geimer   |
|    | Stati Uniti (bandiera) | P     | Dave Jokerst  |